# Boekhandel het Martyrium
Boekhandel het Martyrium is een boekhandel in Amsterdam. De boekhandel is onderdeel van Athenaeum | Scheltema met Athenaeum Boekhandel (Spui, Zuidoost en Haarlem), Boekhandel Scheltema en Boekhandel Van Rossum, en werd in 1982 opgericht door Peter Groenewoud en René Bruynis aan de Van Baerlestraat 170, inmiddels uitgebreid met nummer 172.

## Geschiedenis
Ter gelegenheid van het eerste lustrum verscheen in januari 1987 Zuid. Verhalen en gedichten over Amsterdam-Zuid, met bijdragen van Mensje van Keulen, August Willemsen, Remco Campert, Hans Faverey, Salvador Hertog, Lisette Lewin, Robert Anker, J. Bernlef, K. Schippers, Willem van Toorn, Lela Zeckovic, Fred Florusse, Jan Donkers en A.F.Th, van der Heijden. 17 januari kwam een groot deel van hen signeren in het tegenover de winkel gelegen Wildschut.
Het Martyrium had altijd een sterke band met de directe omgeving; voor uitverkopen werd vaak uitgeweken naar buurthuis Huize Lydia. In de eerste helft van 1989 werd nummer 172 bij de winkel betrokken.
In maart 1991 wijdde J.J. Peereboom in NRC Handelsblad een uitgebreid stuk aan 'de opbloei van het Martyrium in Oud-Zuid in de jaren tachtig'. Peter Groenewoud werd uitgebreid geciteerd over de reden van het succes en het publiek: 'Wij willen de mensen wel iets kunnen vertellen. Wij hebben een taakverdeling. Ik houd de filosofie bij, Rene de kunstboeken, er is het meisje dat alles van Nederlands weet en er zijn nog een paar anderen. Maar veel klanten willen niet dat je hen voorlicht. Zij weten het zelf beter. Dat heb je vooral in zo'n buurt als hier. Een hoop intellectuelen en mensen van de universiteit. Het komt door die bijlagen in kranten. De meesten hebben allang in hun hoofd wat ze willen.'
Het tienjarig bestaan werd in juni 1992 gevierd met Nieuw Zuid, onder redactie van Willem van Toorn. Schrijvers als Guus Vleugel, Hans Vervoort, Graa Boomsma en Rogi Wieg droegen daaraan bij. Deze uitgave werd in Lydia gepresenteerd.
In april 1994 openden Groenewoud en Bruynis ook kortstondig een winkel op de Leidestraat 72. In 2001 verkocht Groenewoud zijn deel aan Bruynis. Bedrijfsleider werd in 2007 Dirk Meuleman. December 2017 werd Leon Verschoor eigenaar van de winkel, vier maanden later werd de winkel onderdeel van Athenaeum Boekhandel, nu Athenaeum | Scheltema. Verschoor bleef aan als winkelmanager. In 2024 en 2025 werd in een grootscheepse verbouwing de winkel onderkelderd.

## Populariteit
Boekhandel het Martyrium is een van de 22 'mooiste boekhandels van Amsterdam' volgens NRC in 2014, en werd in 2016 door de lezers van Het Parool uitgeroepen tot de derde favoriete boekhandel van Amsterdam, na Van Rossum en Hoogstins.